# سوف عبيد
سُوف عبيد شاعر تونسي من مواليد يوم 7 آب/أوت 1952 ببئر الكرمة في منطقة غمراسن بالجنوب الشّرقي التونسي.درس الاِبتدائي بغُمْراسِن وبالعاصمة تونس.تخرّج من كلية الآداب بأستاذية العربية سنة 1976 ثمّ بشهادة الكفاءة في البحث حول تفسير الإمام اِبن عرفة سنة 1979.اِشتغل سُوف عبيد بتدريس اللغة والآداب العربية والترجمة في المعاهد الثانوية بعد أداء واجب الخدمة العسكرية ضابطا بجيش الطيران . بدأ النشر منذ 1970 وشارك في الأندية والندوات الأدبية والثقافية في تونس وخارجها واِنضمّ إلى اِتحاد الكتاب التونسيين سنة 1980 واُنتُخب ثلاث مرات في لجنته الإدارية.وهو من مؤسّسي نادي الشّعر بتونس سنة 1974. وكان عضوا في الهيئة الاِستشارية لمجلّة ـ الحياة الثقافية ـ  بتونس ونظّم الملتقى الأول والثاني لأدباء الأنترنت بتونس سنتي 2008 و2009 وترأس جمعية اِبن عرفة الثقافية سنتي 2013و2014 وقد تُرجمت بعضُ قصائده إلى اللّغة الفرنسية

## صدر له
- الأرض عطشى 1980
- نوّارة الملح 1984
- اِمرأة الفسيفساء 1985
- صديد الروح 1989
- جناح خارج السّرب 1991
- نَبعٌ واحدٌ لضفاف شتى 1999
- عُمر واحدٌ لا يكفي 2004
- حارق البحر 2008
- الجازية  2008
- ألوانٌ على كلمات  2008
- عاليًا...بعيدًا  2014
- واحدان 2016
- حركاتُ الشّعر الجديد بتونس  2008
- صفحاتٌ من كتاب الوجود ـ القصائد النثرية لأبي القاسم الشابي  2009
- ديوان سُوف عبيد 2017
- الضفّة الثالثة ـ قبسات من الشّعر التّونسي والعربي 2019
- كأنّه الآن وهنا ـ شذرات من ذكريات ـ 2022
- المعراج والخيول ـ قصائد بالاِشتراك مع عبد المجيد يوسف 2022
- رأى ما لا يُرى ـ القصائد الأخيرة ـ جاهز للنشر